# Eduard Schwartz
Eduard Schwartz (Kiel, 22 agosto 1858 – Monaco di Baviera, 13 febbraio 1940) è stato un filologo classico tedesco.
Specialista di storia antica e tardoantica e di storia della Chiesa, è ricordato principalmente come editore dell'Historia ecclesiastica di Eusebio di Cesarea nella serie dei Griechischen Christlichen Schriftsteller der ersten drei Jahrhunderte ("Gli scrittori greci cristiani dei primi quattro secoli", GCS), per l'edizione degli Atti dei concili ecumenici per i tipi berlinesi De Gruyter (ACO), e per l'edizione degli scoli a Euripide.

## Biografia
Nacque a Kiel, studiò sotto Hermann Sauppe a Gottinga, sotto Hermann Usener e Franz Bücheler a Bonn, sotto Theodor Mommsen a Berlino e sotto Ulrich von Wilamowitz-Moellendorff a Greifswald. Nel 1880 conseguì il dottorato presso l'Università di Bonn.
Nel 1884 divenne docente a Bonn, in seguito professore incaricato di filologia classica presso l'Università di Rostock (1887). Successivamente fu professore presso varie università: Giessen (1893), Strasburgo (1897), Gottinga (1902) e Friburgo (1909). Nel 1914 tornò a Strasburgo, dove divenne rettore universitario negli anni 1915-1916. Nel 1919 subentrò a Otto Crusius presso l'Università di Monaco di Baviera.

## Attività di ricerca
Schwartz concentrò i suoi sforzi di ricercatore principalmente su argomenti di letteratura storiografica, sia pagana (principalmente greca, con studi su Tucidide ed Erodoto) che cristiana (l'edizione di Eusebio, comprensiva della traduzione di Rufino e dello scritto De martyris in Palaestina); in quest'ultimo campo curò anche l'edizione critica delle agiografie composte da Cirillo di Scitopoli.
Pubblicò numerosi articoli nel campo della storia greca e romana, anche per quanto riguarda la congiura di Catilina.
Il suo magnum opus fu triplice: l'edizione della Historia ecclesiastica di Eusebio di Cesarea nella serie dei Griechischen Christlichen Schriftsteller der esten drei Jarhunderte ("Gli scrittori greci cristiani dei primi quattro secoli", GCS); l'edizione degli atti dei concili ecumenici da Efeso (431) in poi; e, infine, l'edizione di tutti gli scoli a Euripide.

## Opere
- De Dionysio Scytobrachione (Bonn 1880).
- Scholia in Euripidem, collegit, recensuit, edidit E. S. (Berlin 1887-91).
- Quaestiones Herodotae (Rostock 1890).
- Eusebius Werke, 2. Bd., 1.-3. T.: Die Kirchengeschichte, herausgegeben von E. S. (Die Griechischen Christlichen Schriftsteller der ersten drei Jahrhunderte 9, Leipzig 1903-09):
  - Teil 1.: Bücher I-V, hrsg. von E.S.; Die lateinische Übersetzung des Rufinus, bearbeitet im gleichen Auftrage von Theodor Mommsen (Leipzig 1903).
  - Teil 2.: Bücher VI-X, hrsg. von E.S.; Die lateinische Übersetzung des Rufinus, bearb. im gl. Auf. von T. M. (†); Über die Märtyrer in Palästina, hrsg. von E. S.; Rufinus, Vorrede, Einlage über Gregorius Thaumaturgus, Buch X und XI, hrsg. von T. M. (†) (Leipzig 1905).
  - Teil 3.: E. S., Theodor Mommsen (†), Einleitungen, Übersichten und Register (Leipzig 1909).
- Christliche und jüdische Ostertafeln (Berlin 1905).
- Acta conciliorum oecumenicorum (Berlin - Leipzig 1914-40):
  - Tomus 1: Concilium Universale Ephesenum (AD 431), v. 1-5;
  - Tomus 2: Concilium Universale Chalcedonense (AD 451), v. 1-6;
  - Tomus 3: Collectio Sabbaitica contra Acephalos et Origeniastas destinata (AD 536);
- Zur Entstehung der Ilias (Strasbourg 1918).
- Das Geschichtswerk des Thukydides (Bonn 1919; 21929).
- Codex Vaticanus Gr. 1431. Eine Antichalkedonische Sammlung aus der Zeit Kaiser Zenos (Abhandlungen der Bayerischen Akademie der Wissenschaften. Philos.-philolog. und hist. Klasse. Bd. 32. Abh. 6, München 1927).[4]
- Gesammelte Schriften, I-V (Berlin 1938-63).
- Kyrillos von Skythopolis (Texte und Untersuchungen zur Geschichte der altchristlichen Literatur 4. Reihe 4. Band 2. Heft = 49. Band 2. Heft, Leipzig 1939).